# Frida Gustavsson
Frida Gustavsson (6 de junio de 1993) es una modelo y actriz sueca.

## Carrera
Frida Gustavsson fue descubierta en 2006 por un cazatalentos de la agencia de modelos suecas Stockholmsgruppen Models, Jenny Mardell, mientras iba de compras en Estocolmo. Sin embargo, espero a cumplir dieciséis años, en 2008, para comenzar a trabajar a nivel local y luego se trasladó unos meses a Japón para aprender la carrera de modelo. Permaneció allí hasta 2009, cuando firmó con IMG. Desde entonces con las más grandes casas de moda entre París, Milán y Nueva York.
En 2009, durante su primera Fashion Week de Paris, abrió el desfile de Valentino, y también desfilo por la pasarela de Elie Saab. En Nueva York, abrió para Richard Chai y participa en los desfiles BCBG Max Azria, Carolina Herrera, Calvin Klein, Marc Jacobs, Oscar de la Renta y Ralph Lauren. Es bien valorada por los sitios web models.com y style.com que la describen como una de las modelos a seguir, y aparece por primera vez en Vogue Italia y L'Officiel.
En 2010, se convirtió en la cara de Marc Jacobs que elige para representar a su fragancia Daisy, y firmó un contrato con Anna Sui Beauty. Asimismo, posa para la marca Jill Stuart, Etro, Paul & Joe et Noir. Abre los desfiles Just Cavalli (que también cierra), Costume Nationa, Sophia Kokosalaki, Marc by Marc Jacobs, Anna Sui, Aquilano.Rimondi, Prabal Gurung y Lanvin, y cierra los de Etro y N ° 21. Realiza su primera aparición en Vogue París. Fue la cuarta modelo más solicitada de la temporada de primavera del 2010, por detrás de Kasia Struss, Liu Wen, y Constance Jablonski.
En 2011, fue una de las estrellas de la campaña otoño / invierno de Prada. Ese mismo año, Gustavsson ganó el premio Elle Sweden's Model of the Year  (Modelo del Año de la edición sueca de la revista Elle). Volvería a recibir el mismo galardón también en 2013.
En 2012, Gustavsson protagonizó, junto con la danesa Caroline Brasch Nielsen y la polaca Monika Jagaciak, la campaña Otoño / Invierno de Valentino. En diciembre, se la ve en las pasarelas del desfile anual de la marca de lencería de Victoria's Secret: el Victoria's Secret Fashion Show 2012. Hace publicidad de Sportmax, Mulberry, Tiger of Sweden, O'2nd, Sephora, Anna Sui, H&M, Express, Neiman Marcus, Valentino et Shopbop. Aparece en el calendario de Adviento en línea de la revista LOVE.
En 2013, Frida Gustavsson se convierte en el nuevo rostro de Nina Ricci, y lanza la nueva fragancia, Nina L'Eau. En julio, firma un contrato con la empresa de cosméticos Maybelline New York. Gustavsson se convierte en la nueva cara de esta firma, trabajo para estos en anuncios y comerciales a finales del 2013.
En resumen desde que Abrió el desfile de Valentino Haute Couture Fall 2009 en Paris Gustavsson ha desfilado parar Shiatzy Chen, Louis Vuitton, Chanel, Lanvin, Carolina Herrera, Fendi, Christian Dior, Jil Sander, Alexander McQueen, Anna Sui, Marc Jacobs, Michael Kors, Calvin Klein, Oscar de la Renta, Emilio Pucci, Celine, Hermès, Jean Paul Gaultier, Dolce & Gabbana, Givenchy, Yves Saint Laurent, Ralph Lauren, Blumarine, y Versace. Ha protagonizado campañas publicitarias para Marc Jacobs, Jill Stuart, Anna Sui, H&M, Max Mara, Tiger of Sweden and Prada. También ha aparecido en anuncios de Nina Ricci. Y ha aparecido en las revistas Elle, W, Numéro, en las ediciones americana, italiana, francesa, inglesa, alemana y japonesa de Vogue, L'Officiel, Crash, y otras. En marzo del 2010 fue portada de la edición alemana de Vogue.

## Vida personal
Gustavsson se graduó en el St Martins Gymnasium en Sundbyberg, Suecia en junio del 2011. Desea ser una estilista de moda y está interesada en el diseño de patrones y productos. En 2015 se casó con el fotógrafo Hjalmar Rechlin.

## Filmografía
| Año  | Título                     | Papel                          | Obra         |
| ---- | -------------------------- | ------------------------------ | ------------ |
| 1998 | När karusellerna sover     | Klasskamrat                    | Serie de TV  |
| 2013 | Nina L'eau                 | Princesa                       | Cortometraje |
| 2015 | Arne Dahl: Efterskalv      | Jenna Svensson                 | Miniserie    |
| 2019 | Swoon                      | Ninni Nilsson                  |              |
| 2019 | Dröm                       | Vuxna Thea                     | Serie de TV  |
| 2019 | The Witcher                | Ma / Visenna (Madre de Geralt) | Serie de TV  |
| 2019 | Der Kommissar und das Meer | Luna Akkers                    | Serie de TV  |
| 2020 | De Utvalda                 | Alex                           | Serie de TV  |
| 2020 | Unblinded                  | Emma                           | Cortometraje |
| 2020 | Tigrar                     | Vibeke                         |              |
| 2020 | Partisan                   | Clara                          | Serie de TV  |
| 2020 | Dampyr                     | Tesla Dubcek                   |              |
| 2022 | Vikings: Valhalla          | Freydis Eriksdotter            | Serie de TV  |